# Вилкув-Колонія
Вилкув-Колонія (пол. Wilków-Kolonia; укр. Вилкув-Колонія) — село українського Закерзоння (в історичному Надсянні), що знаходиться тепер у Польщі, розташоване у Люблінському воєводстві Грубешівського повіту, ґміни Вербковіце.
Одразу по 2-й світовій війні польський уряд заповзявся позбутися українського населення краю, внаслідок етнічних чисток Надсяння та операції Вісла майже всі українці були убиті[перевірити] поляками або ж репатрійовані за межі села, вже з роками частина селян повернулися, а інші залишилися розсіяними по світам.